# مو شريف
مو شريف (بالإنجليزية: Mo Shariff)‏ هو لاعب كرة قدم بريطاني في مركز الوسط، ولد في 8 مارس 1993 في بوروندي. لعب مع برادفورد سيتي وسانت ألبانز سيتي وكوينز بارك رينجرز ونادي سلاو تاون ونادي وكينغ وهيميل هيمبستيد تاون.

## وصلات خارجية
- مو شريف على موقع قاعدة بيانات كرة القدم.إي يو (الإنجليزية)
- مو شريف على موقع Soccerbase.com (لاعب) (الإنجليزية)
- مو شريف على موقع Soccerway.com (الإنجليزية)